# Gundolsheim
Gundolsheim é uma comuna francesa na região administrativa de Grande Leste, no departamento Alto Reno. Estende-se por uma área de 8,28 km². Em 2010 a comuna tinha 730 habitantes (densidade: 88,2 hab./km²).